# Није вам ово Берлин (филм)
Није вам ово Берлин (шп. Esto no es Berlín) је мексички филм из 2019. редитеља Харија Саме инспирисан догађајима из његовог живота. Представља увид у панк сцену и андерграуд новог таласа у Мексико Ситију средином осамдесетих. Филм је представљен на Санденс филмском фестивалу, а премијерно је приказан 21. јуна 2019. у Шпанији.

## Радња
Седамнаестогодишњи Карлос осећа како се не уклапа, ни у своју породицу нити међу пријатеље које је изабрао у школи. Све се мења када га позову у мистични ноћни клуб где открива подземну сцену ноћног живота, пост панк, сексуалне слободе и дрогу. Све ово ставља на тест његово пријатељство са најбољим другом под именом Гера и пушта га да пронађе страст према уметности.

## Улоге
| Глумац                  | Улога    |
| ----------------------- | -------- |
| Шабијани Понс де Леон   | Карлос   |
| Хосе Антонио Толедано   | Гера     |
| Мауро Санчез Наваро     | Нико     |
| Клаудија Гарсија        | Мауд     |
| Химена Ромо             | Рита     |
| Америко Холандер        | Тито     |
| Хари Сама               | Естебан  |
| Марина де Тавира        | Каролина |
| Луми Кавазос            | Сузана   |
| Фернандо Алварез Ребеил | Кињонес  |

## Награде
- Награда за најбољу фотографију, споредну улогу, као и специјална награда жирија и критике на Филмском фестивалу у Малаги.
- Најбољи играни филм на 11. Мерлинка филмском фестивалу[3]